# Лимнија
Лимнија (грч. Λιμνιά) је насељено место у општини Кавала у периферији Источна Македонија и Тракија, Грчка. Према попису из 2021. године било је 20 становника.
Према бугарском географу и историчару, Василу Канчову, у Лимнији је 1900. године живело 450 Турака. Године 1924. турско становништво је принудно исељено у Турску а на њихово место су насељене грчке избегличке породице, којих је на попису из 1928. било 386. Село се раније звало Сујугчук.